# Gérard Dorn
Pour les articles homonymes, voir Dorn.
Gérard Dorn (né à Malines vers 1530 – mort à Francfort en, ou après 1584), souvent orthographié à l'allemande Gerhard Dorn, est un alchimiste belge de la Renaissance.

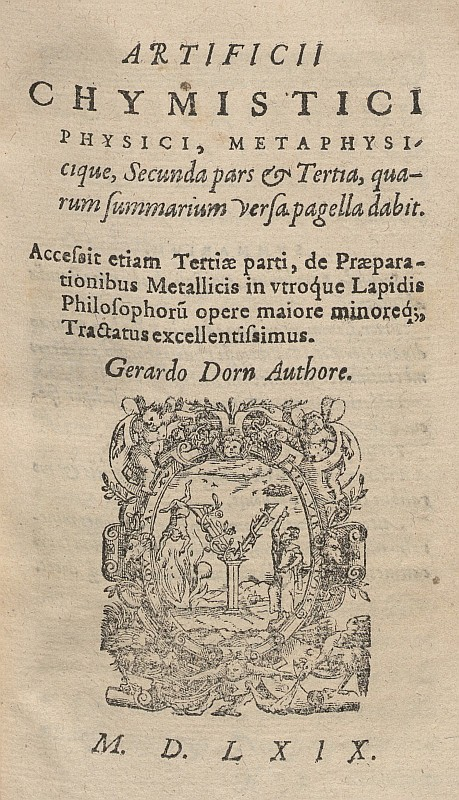
Couverture de Artificii chymistici physici, metaphysicique, secunda pars & tertia... : accessit etiam terdiae parti De praeparationibus metallicis in vtroque lapidis...

Il fut l'un des principaux promoteurs des doctrines de Paracelse, dont il traduisit et édita des œuvres en latin. Les traductions de Dorn visaient les pays non germanophones : l’Italie, l’Angleterre, l’Espagne, mais surtout les Pays-Bas et la France, où existait, comme le signalait Dorn lui-même, une forte demande de traductions d’œuvres de Paracelse.
S'inspirant de Trithème, Dorn est également le premier à développer l'idée d'une alchimie spirituelle, perfectionnement moral indispensable, à ses yeux, pour obtenir la pierre philosophale. Ce perfectionnement moral est, pour lui, inséparable du travail au laboratoire,
Dorn figure également comme polémiste parmi les plus ardents défenseurs du paracelsisme. On lui doit une importante réplique aux accusations d'hérésie dirigées contre Paracelse par Thomas Erastus (1571) sur la base d'un traité faussement attribué à Paracelse, la Philosophia ad Athenienses (1564), que Dorn croyait cependant authentique, tout comme Erastus.
L'un des tout premiers, Dorn présente le mot « vitriol » comme un acronyme, V.I.T.R.I.O.L.U.M. : « Visitabis Interiora Terrae, Rectificando Invenies Occultum Lapidem » (traduction : « Visite l'intérieur de la Terre, en rectifiant tu trouveras la pierre cachée »),.

### Recueil
- Dans le Theatrum chemicum (1659-1661), vol. I : 
  - "Clavis totius philosophiae chemisticae per quam potissima philosophorum dicta reserantur"
  - "Speculativae philosophiae gradus septem vel decem continens, per quos ad sublimia patet aditus"
  - "De artificio supernaturali"
  - "De naturae luce physica ex Genesi desumpta, iuxta sententiam Theophrasti Paracelsi (in quo continetur), Physica Genesis; Physica Hermetis; Physica Hermetis Trismegisti, (Tabula smaragdina); Physica Trithemii; Philosophia meditativa; Philosophia chemica"
  - "De tenebris contra naturam et vita brevis"
  - "De duello animi cum corpore"
  - "De lapidum preciosorum structura (Gemmarum structura)"
  - "Congeries Paracelsicae chemiae de transmutationibus metallorum"
  - "De genealogia mineralium atque metallorum omnium (ex Paracelso)"

### Œuvres
- Clavis totius philosophiae chymisticae (1567).
- Chymisticum artificium naturae, theoricum & practicum (1568) (Chymisticum artificium naturae sur Google Livres)
- Artificii chymistici physici, metaphysicique, secunda pars & tertia... : accessit etiam terdiae parti De praeparationibus metallicis in vtroque lapidis... (1569) sur Biblioteca Complutense
- Monarchia Triadis in Unitate, dans [pseudo]-Paracelse, Aurora Thesaurusque philosophorum, trad. G. Dorn (Bâle, Thomas Guarin, 1577).
- Trad. française par Gérard Dorn : La Monarchie du ternaire en union (Bâle, Thomas Guarin, 1577), rééd. Gutenberg Reprints, 1991
- Congeries Paracelsicae chemiae de transmutationibus metallorum (1581).
- Dictionarium Theophrasti Paracelsi, continens obscuriorum vocabulorum, quibus in suis scriptis passim vtitur, definitiones (1583). Lexique de Paracelse
- Commentaria in archidoxorum libros X. d. doctoris Theophrasti Paracelsi (...): antea nunquam in lucem data Francoforti (1583). Trad fr. : Paracelse, Les dix Archidoxes, avec les Commentaires de Gérard Dorn, 615 p., éditions Beya, 2018.
- Modesta quaedam admonitio ad Thomam Erastum... Francoforti (1583), annexé au De Naturae luce physica.... Trad fr. in: Défenseurs du Paracelsisme: DORN DUCLO DUVAL, p. 1 à 57. Éditions Beya, 2013.

### Traductions
- La Clef de toute la philosophie chimistique (1567) et Commentaires sur trois traités de Paracelse -L'Aurore des Philosophes; -Le Trésor de tous les trésors; -L'Économie minérale. 393 p. Éditions Beya, 2014.
- L'Artifice chymistique de Gérard Dorn (1568). Tomes 1 et 2. Trad. du latin, présenté et annoté par Stéphane Feye. 522 p. Éditions Beya, 2015.
- Quatre œuvres maîtresses de Gérard Dorn -La Lumière physique de la nature; -La Monarchie physique; -Le Recueil de chimie paracelsique sur les transmutations des métaux; -La Généalogie des minéraux. Trad. française;  in: Paracelse Dorn Trithème, trad. Caroline Thuysbaert, p. 3 à 438. Éditions Beya, 2012.
- Avertissement à Thomas Eraste. Traduit du latin et annoté par Caroline Thuysbaert, in Stéphane Feye, Défenseurs du paracelsisme, Dorn, Duclo, Duval, p. 1 à 57. Éditions Beya, 2013.
- Paracelse, Les Dix Archidoxes magiques avec les Commentaires de Gérard Dorn (à ne pas confondre avec Les sept livres de l'Archidoxe magique), éditions Beya, Grez-Doiceau 2018, 615 p.  (ISBN 978-2-930729-08-4)

### Études
- M. T. Gnudi, "Dorn", apud C. Gillispie (édi.), Dictionary of Scientific Biography, New York, Scribner, vol. IV, 1971, p. 169-171.
- Fr. Greiner, "Dorn", in Dictionary of Gnosis and Western Esotericism, Leyde/Boston, Brill/Academic Publishers, 2005.
- J.-Fr. Marquet, "Philosophie et alchimie chez Gerhard Dorn", apud J.-C. Margolin et S. Matton (édi.), Alchimie et philosophie à la Renaissance, Vrin, 1993, p. 215-221.
- D. Kahn, « Les débuts de Gérard Dorn d’après le manuscrit autographe de sa Clavis totius Philosophiæ Chymisticæ (1565) », dans J. Telle (Hrsg.), Analecta Paracelsica, Stuttgart : Franz Steiner, 1994, p. 59-126.
- Wilhelm Kühlmann et Joachim Telle, Corpus Paracelsisticum, vol. I à III : Der Frühparacelsismus, Tübingen: Niemeyer; Berlin: W. de Gruyter, 2001-2013, ici t. II (2004), p. 130, 133-135, 823-963.
- D. Kahn, « Le retour de Gérard Dorn sur la scène éditoriale de Bâle (1577−1578) », Nova Acta Paracelsica, N.F. 24-25 (2010-2011), p. 125-156.
- Stéphane Feye (édi.), Défenseurs du paracelsisme : Dorn, Duclo, Duval, éditions Beya, 2013, 249 p.
- Marie-Louise von Franz, Alchimie & imagination active, Collection La Fontaine de Pierre, Éditions du Dauphin / Éditions Jacqueline Renard, Paris, 2006, 159 p.  (ISBN 2-7163-1330-X)